# Všechno úplně všechno
Všechno úplně všechno (v anglickém originále Everything, Everything) je americký romantický dramatický film z roku 2017. Režie se ujala Stella Meghie a scénáře J. Mills Goodloe. Film je inspirován stejnojmennou novelou od Nicoly Yoonové. Ve snímku hrají hlavní role Amandla Stenberg a Nick Robinson.
Ve Spojených státech amerických měl premiéru dne 19. května 2017. V České republice měl premiéru dne 29. června.

## Obsazení
| Amandla Stenberg  | Maddy Whittier                    |
| Nick Robinson     | Olly Bright                       |
| Anika Noni Rose   | Dr. Pauline Whittier, matka Maddy |
| Ana de la Reguera | Carla, sestra Maddy               |
| Taylor Hickson    | Kara Bright, sestra Ollyho        |

## Produkce
Natáčení filmu začalo 6. září 2016 ve Vancouveru v Britské Kolumbii.

## Přijetí

### Tržby
V Severní Americe měl premiéru 19. května 2017, společně s filmy Vetřelec: Covenant a Diary of a Wimpy Kid: The Long Haul. Během prvního promítacího víkendu byl projektován výdělek 10–12 milionů dolarů z 2 801 kin. Za čtvrteční večerní premiéru získal 4,7 milionů dolarů. Za první promítací víkend vydělal 12 milionů dolarů a umístil se tak na třetím místě s největší návštěvností, po filmech Vetřelec: Covenant z 36 miliony dolarů a Strážci Galaxieb Vol. 2 s 35 miliony dolarů.

### Recenze
Na recenzní stránce Rotten Tomatoes získal z 53 započtených recenzí 43 procent s průměrným ratingem 5,4 bodů z deseti. Na serveru Metacritic snímek získal z 21 recenzí 52 bodů ze sta.

### Ocenění a nominace
| Ocenění            | Datum          | Kategorie                             | Nominovaný       | Výsledek  |
| ------------------ | -------------- | ------------------------------------- | ---------------- | --------- |
| Black Reel Awards  | 18. února 2018 | Nejlepší herečka v hlavní roli        | Amandla Stenberg | nominace  |
| NAACP Image Awards | 15. ledna 2018 | Nejlepší režisér                      | Stella Meghie    | nominace  |
| NAACP Image Awards | 15. ledna 2018 | Nejlepší herečka v hlavní roli (film) | Amandla Stenberg | nominace  |
| Teen Choice Awards | 13. srpna 2017 | Nejlepší dramatický film              |                  | vítězství |
| Teen Choice Awards | 13. srpna 2017 | Nejlepší herečka: dramatický film     | Amandla Stenberg | nominace  |
| Teen Choice Awards | 13. srpna 2017 | Nejlepší herec: dramatický film       | Nick Robinson    | nominace  |